# Thaumatoconcha dandani
Thaumatoconcha dandani is een mosselkreeftjessoort uit de familie van de Thaumatocyprididae. De wetenschappelijke naam van de soort is voor het eerst geldig gepubliceerd in 2011 door Karanovic & Brandão.